# Just Shapes and Beats
Just Shapes and Beats, abrégé JSAB ou JSB est un jeu vidéo d'action rythmé, développé et édité par l'équipe canadienne indépendante Berzerk Studio. Il est sorti le 31 mai 2018 sur Windows et Nintendo Switch, le 24 février 2019 pour macOS et Linux, le 10 mai 2019 pour PlayStation 4 aux États-Unis et le 30 mai 2019 pour PlayStation 4 en Europe, en Russie et en Australie. Le jeu sort également le 30 juin 2020 sur Google Stadia. Dans le jeu, les joueurs bougent au rythme de la musique de fond sous une forme colorée qui survit en évitant les formes roses.
Le jeu comporte 8 chapitres, dont un appelé The Lost Chapter ("Le Chapitre Perdu" en français).

## Système de jeu

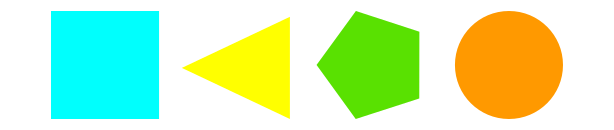
Les personnages du joueur dans le Just Shapes and Beats.

De un à quatre joueurs contrôlent une figure géométrique, le premier joueur contrôlant un carré bleu clair, ils doivent survivre en esquivant diverses attaques de couleur magenta, telles que d'énormes faisceaux, des collines rebondissantes, des spirales en forme de serpent et des formes pulsantes. Ces attaques apparaissent, se déplacent et attaquent au rythme de la musique, ce qui augmente difficilement la progression des joueurs.[réf. nécessaire]
Être frappé par l'une de ces attaques fait perdre au joueur une partie de sa forme, représentant ces points de vie. Si la forme se casse complètement, le jeu revient au Checkpoint (point de contrôle) que le joueur à passé auparavant lors de sa progression dans la musique.
Si le joueur se fait toucher plus de trois fois, alors il perd la partie. Mais cette difficulté peut changer en fonction des réglages choisis par l'utilisateur : il peut sélectionner un mode nommé « Relax » facilitant la progression du joueur, mais enlevant les récompenses par derrière.
Le rythme et le temps se manifestent à l'écran sous la forme d'objets de toutes sortes, de motifs et de tailles différentes, qui doivent être évités jusqu'à la fin de la partie.
Just Shapes and Beats propose plusieurs modes qui présentent des variations du jeu, telles que le mode party, le mode playlist, le mode défi et le mode histoire.
Dans chaque modes du jeu, le joueur peut décider parmi trois niveaux de difficultés, ce qui affectera la difficulté des musiques du jeu : Party, Normal et Hardcore.

### Histoire
Dans ce mode de jeu, le joueur doit suivre et progresser dans chaque chapitres du mode Histoire, afin de battre le boss et rétablir la paix dans son monde.

### Défi
Dans ce mode de jeu, le joueur peut se connecter localement ou en ligne pour participer à des parties avec d'autres joueurs, ils s'y trouveront avec un maximum de quatre joueurs. Le joueur attend donc dans un salon, jouant le rôle de file d'attente, laissant d'autres joueurs se connecter au salon d'attente.
Pendant que les autres joueurs se connecter, le joueurs et les autres déjà connectés peuvent tenter d'attraper des BPs, des Beat Points.

### Playlist
Le joueur peut choisir entre plusieurs musiques disponibles, en fonction des défis relevés proposés par le jeu, il y reçoit la capacité d'obtenir au fur et à mesure des « BPs », signifiant « Beat Points », une récompense donnée à la fin de chaque musique de la Playlist, se caractérisant basiquement par des sortes de pièces bleuâtres, permettant de débloquer certaines autres musiques dans celle-ci.

### Party Mode
Ce mode permet l'immortalité du joueur, c'est-à-dire qu'il lui est impossible d'exploser. Il peut donc se contenter de regarder et d'écouter les musiques, passant unes par unes, sans avoir à se compliquer les choses.

## Développement
La première démo du jeu a été dévoilée à la PAX 2016 et devait sortir cet été. Au cours de l'événement, la date de sortie a été retardée de fin 2016 au début de 2017. Le jeu a finalement été retardé à nouveau, avec une date de lancement pour l'été 2018. Le 20 mars 2018, il a été annoncé que le jeu sortirai sur la Nintendo Switch,.

## Réception

### Prix
- Indie Mega Booth Alumni
- Pax Prime 2014 et Pax East 2015
- 2nd place
- Catapulte Contest 2014
- picked for Indie Media Exchange's The MIX
- GDC 2015
- SideQuesting's Team Choice Award
- Pax East 2015
- Destructoid's Best of Pax